# Barranco (geografía)

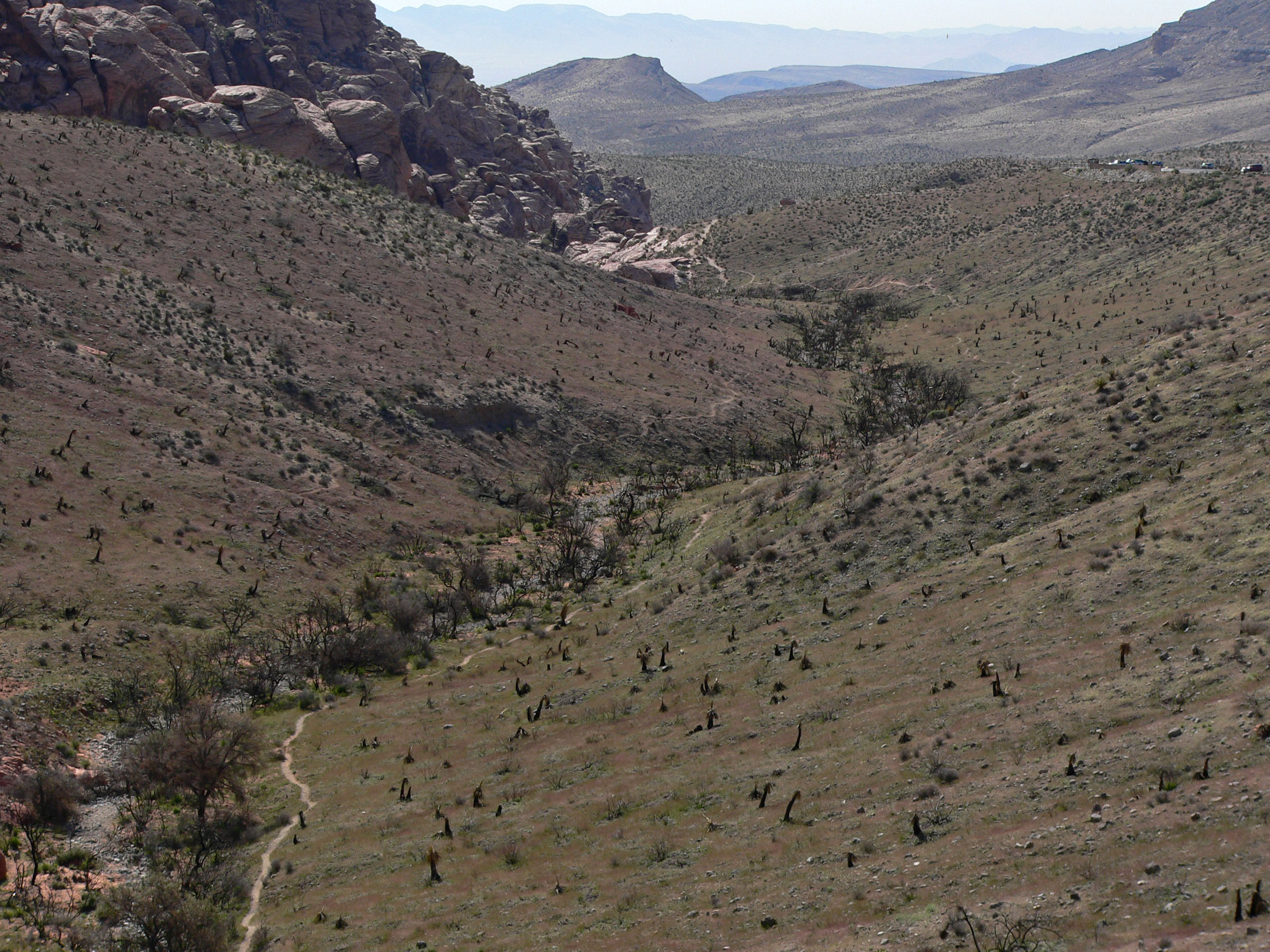
Barranco con un río en su interior.

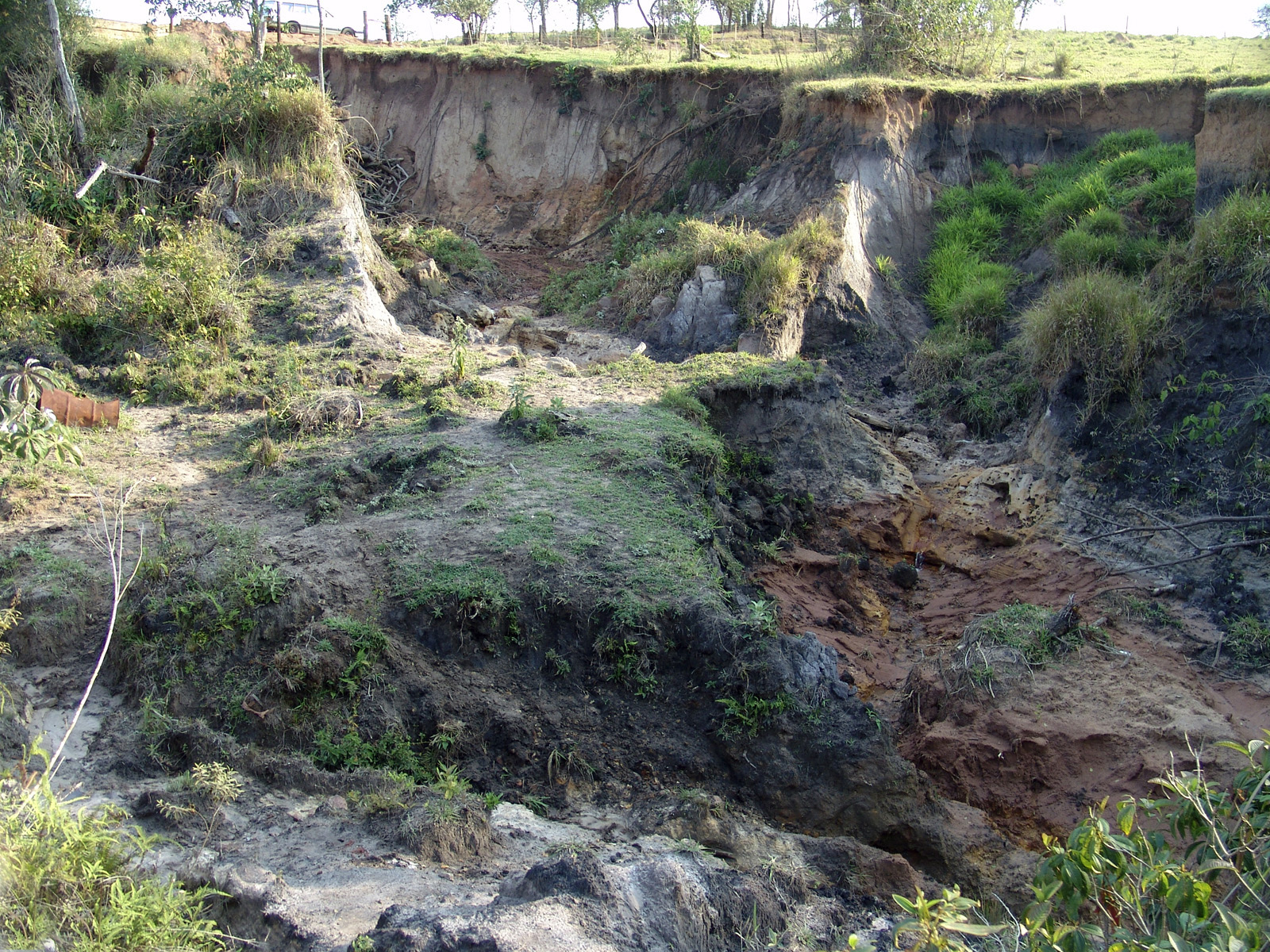
Barranco causado por erosión.

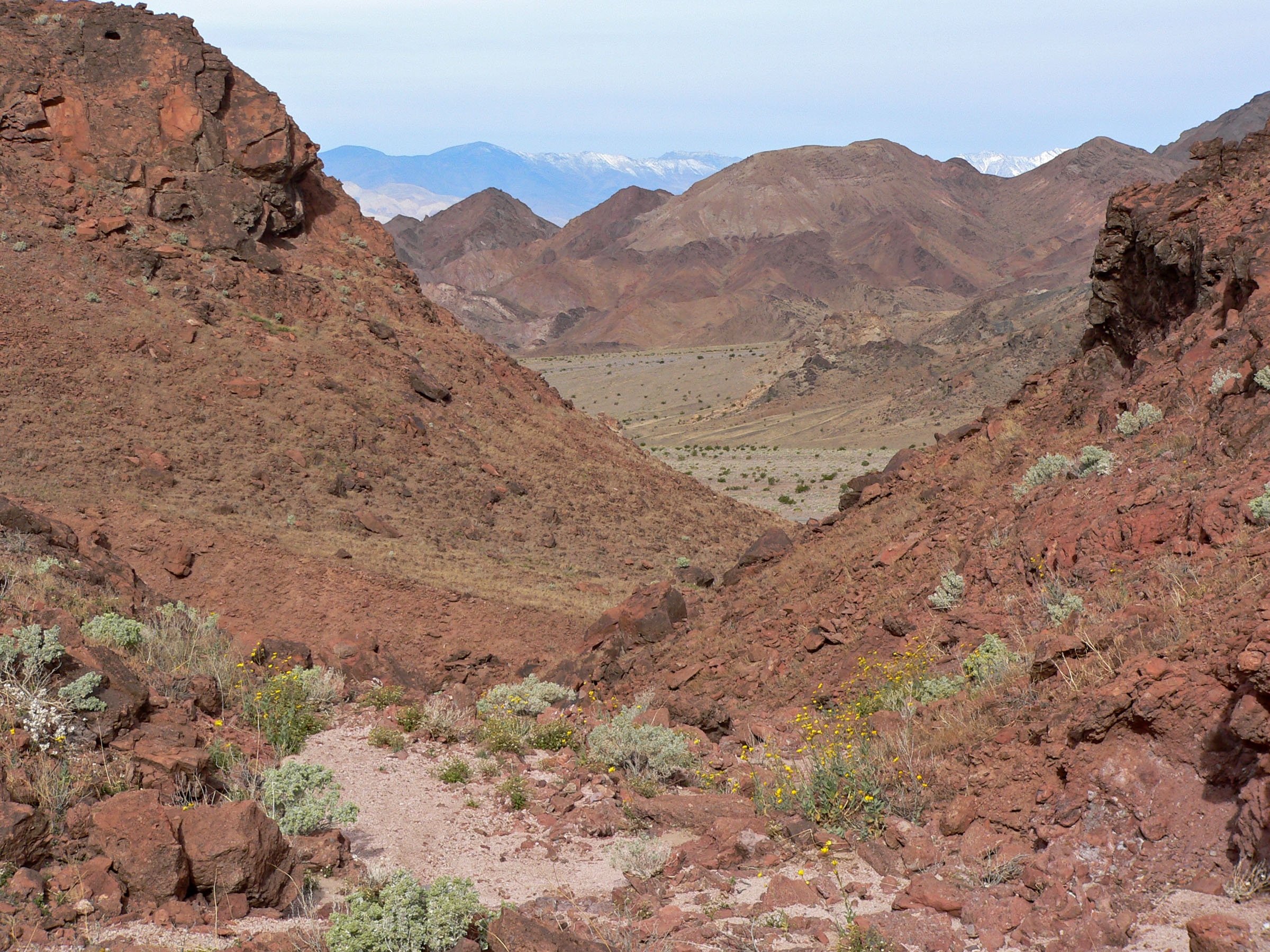
Barranco en el valle de la Muerte (Estados Unidos).

Un barranco (del euskera barruanjo[cita requerida]), también denominado barranca, despeñadero o precipicio, es un desnivel brusco en la superficie del terreno. En algunos países centroamericanos, para el precipicio poco profundo también se utiliza el nombre de guindo.
Este accidente geográfico puede ser causado por varios motivos, entre otros:
- por la erosión causada por un río, arroyo o torrente. A este fenómeno se le puede llamar también abarrancamiento.
- por el movimiento de placas tectónicas, particularmente en lugares próximos a las zonas de subducción.
- en correspondencia con los bordes de fosas tectónicas.

## Geografía
Este tipo de relieve es muy abundante en España, en especial en la mitad suroriental del país y asimismo en Canarias, es decir, en las partes donde el clima es más seco. Presenta ciertas variantes: cárcava (una pequeña cuenca excavada por las aguas de lluvia) rambla, uadi y torrente.
Barrancos típicos, causados por erosión, son los que se encuentran en el Cañón del Colorado en Estados Unidos, y en el Cañón del Colca, en Perú.
Barrancos causados por la subducción de la placa de Nazca, debajo de la placa sudamericana, se pueden encontrar en varios lugares de la costa del Pacífico, por ejemplo en Lima y en el desierto de Sechura.